# Robert Gärtner
Carl Julius Robert Gärtner (* 9. Januar 1894 in Freiburg, Provinz Schlesien; † 8. November 1951 in Göttingen) war ein deutscher Agrarwissenschaftler und Professor für Tierzucht und Milchwirtschaft.

## Leben und Wirken
Robert Gärtner wurde in Freiburg (Niederschlesien) als Sohn eines späteren Generaldirektors geboren und legte hier 1912 die Abiturprüfung ab. Von 1912 bis 1914 studierte er Volkswirtschaft und Landwirtschaft an den Universitäten Freiburg im Breisgau, Leipzig und Marburg. 1914 meldete er sich als Kriegsfreiwilliger, 1915 schied er aus dem Heer aus und begann eine landwirtschaftliche Lehre. Danach studierte er an der Schlesischen Friedrich-Wilhelms-Universität in Breslau Landwirtschaft und promovierte 1918 an der Landwirtschaftlichen Abteilung der Philosophischen Fakultät zum Dr. phil. Es folgte die Tätigkeit am Institut für landwirtschaftliche Tierproduktionslehre (Prof. Friedrich Holdefleiß, ab 1920 Wilhelm Zorn) mit der Habilitation für das Fach Tierzucht (1922). Als Privatdozent vertrat er vorwiegend die Kleintierzucht und wurde 1928 zum außerordentlichen Professor ernannt.
1931 wechselte er an die Universität Jena, begann an der 1925 gebildeten Mathematisch-Naturwissenschaftlichen Fakultät als beamteter außerordentlicher Professor für Tierzuchtlehre und Direktor der gleichnamigen Anstalt und wurde 1932 als ordentlicher Professor für Tierzucht ernannt. Zum 1. Mai 1933 trat er in die NSDAP ein (Mitgliedsnummer 3.078.243). Mit der Berufung von Gustav Frölich nach Dummerstorf (1939) sollte Gärtner nach Halle wechseln. Zunächst sträubte er sich, musste aber auf Anordnung des Wissenschaftsministeriums den Lehrstuhl vertretungsweise wahrnehmen. 1941 folgte er dem Ruf als Professor für Tierzucht und Vorstand des Instituts für Tierzucht und Molkereiwesen der Martin-Luther-Universität Halle-Wittenberg.
Nach dem Ende des Zweiten Weltkrieges wurde Gärtner von der Universitätsleitung in Halle aus politischen Gründen entlassen und wechselte an die Universität Göttingen. Hier war er bis 1951 ordentlicher Professor für Tierzucht und Direktor des Instituts für Tierzucht und Milchwirtschaft. Er starb bereits im Alter von 57 Jahren, seine Ehefrau überlebte ihn um 26 Jahre.

## Würdigung
- Breslau:
  - Tierzucht, Spezialgebiet Kleintierzucht, Versuchsanstalt Kraftborn b. Breslau;
- Jena:
  - Tierzuchtlehre, Tierfütterung,
  - Prüfungsausschüsse für Diplomlandwirte, praktische Landwirte und  Anwärter als Tierzuchtbeamte,
  - Gemeinschaftswerk über die thüringische Landwirtschaft als wichtiges Nachschlagewerk für spätere Interessenten.
  - Aufbau und Auswertung der stationären Nachkommenprüfung von Schweinen im Gut Zwätzen
- Halle
  - Fachgebiete: Tierzucht, -haltung und -fütterung; Wollkunde.
  - Schwerpunkttierarten: Pferde, Rinder, Schweine (Cornwall), Schafe.
  - Nutzung der gepachteten Domäne Lettin mit stationärer Nachkommenprüfung von Schweinen für die Provinz Sachsen und Hessen-Nassau sowie mit  Stammzuchten der Rassen Cornwall und Deutsches Edelschwein.
  - Veröffentlichungen im Kühn-Archiv.
- Göttingen
  - Tierzucht, Tierhaltung, Milchwirtschaft.

## Publikationen
- Die deutsche Leinenindustrie : ihre Entwicklung vor und nach Ausbruch des Weltkrieges. Diss. Univ. Leipz., 1918, 118 Bl.
- Schafzucht : Ein Lehr- und Handbuch. Stuttgart : E. Ulmer, 1924, 201 S.; (Band 4 der Tierzuchtbücherei bei Ulmer: Herausgeber: Prof. Wilhelm Zorn); 2. Aufl., 1934; 3. Aufl., 1950.
- Kleintierzucht : (Geflügel-, Ziegen-, Bienen- und Kaninchenzucht). Stuttgart : E. Ulmer, 250 S.; Bd. 8 der Tierzuchtbücherei bei Ulmer.
- Züchtungskunde : Ein Handbuch ihrer allgemeinen biologischen Grundlagen für Landwirte und Studierende. Stuttgart : Ulmer, 1927, 377 S.
- Die thüringische Landwirtschaft : Erzeugungsgrundlagen, Ackerbau- und Viehwirtschaft in Bild, Wort und Zahl. W. Wilmanns mit Robert Gärtner und Ernst Klapp. Jena : Landw. Institute, 1933, 198 S.
- Wollbeurteilung, Wollgewinnung und -pflege. Berlin : Parey, 1935, 24 S. (Anleitungen der DGfZ, Heft 35); 2. Aufl., 1943. 30 S.